# Ukaleq Astri Slettemark
Ukaleq Astri Slettemark [ukaˈlɜq ˈasd̥ʁi ˈʃlɛtːəˌmɑːk] (* 9. September 2001 in Nuuk) ist eine grönländische Biathletin.

## Werdegang

### Persönliches und Hintergründe
Ukaleq Slettemark ist die Tochter zweier früherer Biathleten und Skilangläufer. Ihr Vater ist der gebürtige Norweger Øystein Slettemark (* 1967) und ihre Mutter die Grönländerin Uiloq geb. Heilmann (* 1965). Ihren Mittelnamen hat sie von ihrer Großmutter mütterlicherseits, der dänischen Künstlerin Astri Marie Helgesen (1934–1991). Über ihren grönländischen Großvater mütterlicherseits, den Gymnasialrektor Isak Heilmann (1935–2013), stammt sie von den Künstlern Johannes (1862–1940) und Jens Kreutzmann (1828–1899) ab. Beide Eltern bekleiden die leitenden Positionen bei Grønlands Biathlon Forbund. Ihre jüngeren Brüder Sondre (* 2004) und Inuk (* 2006) sind ebenfalls als Biathleten aktiv.
Mit ihren Eltern lebte sie im Alter von vier bis elf Jahren in Norwegen. Ukaleq begann im Alter von elf Jahren mit dem Biathlonsport und wird von Halvor Jørstad trainiert. Sie besuchte Norges Toppidrettsgymnas (Norwegisches Elitesportgymnasium) im norwegischen Geilo, spricht neben Grönländisch, Dänisch und Norwegisch auch Englisch und Deutsch.
Während ihre Eltern mit dem Versuch, Biathlon in Grönland populär zu machen, nicht erfolgreich waren, konnte Ukaleq Slettemark spätestens mit ihrem Erfolg bei den Biathlon-Juniorenweltmeisterschaften 2019 massiv zur Popularisierung des Sports in Grönland beitragen. Da Grönland vom IOC nicht als selbstständiges NOK anerkannt ist, müsste sie jedoch wie ihr Vater 2010 für Dänemark antreten. Im Allgemeinen haben Grönländer auch einen Bezug zu Dänemark, weshalb das naheliegend wäre, doch Slettemark hat durch ihren Vater, der eigentlich Norweger ist, eher einen Bezug nach Norwegen, weshalb sie einen Start für Dänemark in ihrer Situation als ungerecht ansieht. Zudem sieht der dänische Sportverband den grönländischen Sportverband selbst nicht als Teil des dänischen Sportbetriebes.

### Erste Schritte im Biathlonsport
Als die Arctic Winter Games 2016 in Nuuk ausgetragen wurden und die einheimischen Biathleten alle lieber im Skilanglauf antreten wollten, startete Slettemark nach nur wenig Vorbereitungszeit als 14-Jährige nach etwas Überzeugungsarbeit durch ihre Mutter als einzige Biathletin Grönlands. Im ersten Rennen traf sie bei schweren Bedingungen nicht eine Scheibe, danach gewann sie die übrigen drei Rennen, den Sprint, das Einzel und den Massenstart, des Wettbewerbs. Bis dahin war ihr einziges regelmäßiges Training ihre Kletter- und Jagdausflüge – Slettemark isst nur selbst erlegtes Rentierfleisch und selbst gefangenen Fisch –, nun begann sie mit dem regulären Training. Dazu zog die Familie wieder nach Norwegen, wo sie feststellen musste, zunächst einen großen Rückstand auf die übrigen Läuferinnen ihrer Altersklasse zu haben. Diesen konnte sie jedoch schnell aufholen und relativ schnell ihr erstes Rennen in ihrer Altersklasse im Norge Cup gewinnen, obwohl sie bis dahin noch gar keine großen Ambitionen hatte, im Sport besonderen Erfolg zu erreichen. Im Juli 2016 gewann sie hinter ihrer Mutter bei den Grönländischen Meisterschaften auf Rollski die Vizemeisterschaft bei den Frauen.
In der Saison 2016/17 debütierte Slettemark in Hochfilzen im IBU-Junior-Cup und wurde bei fünf Fehlern 86. in einem 108 Athletinnen umfassenden Starterinnenfeld eines Sprintrennens. Im weiteren Saisonverlauf konnte sie ihre beste Leistung in Pokljuka bis zu einem 33. Rang bei drei Fehlern bei einem Sprintrennen mit 68 Starterinnen verbessern. In der folgenden Saison konnte sie vor allem ihre Schießleistung stabilisieren und abgesehen von ihrem ersten Saisonrennen in Obertilliach mit drei Fehlern alle Rennen mit nur einem Schießfehler bestreiten. In Ridnaun verpasste sie in einem Einzel als Elfte nur um einen Rang die Top Ten. Zu einem ersten Höhepunkt wurden die Juniorenweltmeisterschaften 2018 in Otepää, wo sie in den Jugendrennen startete. Nach einem mittelmäßigen Einzel mit Rang 27 konnte sie im Sprintrennen erstmals unter die besten Zehn laufen und belegte eben jenen zehnten Rang. Im Verfolgungsrennen konnte sich Slettemark noch weiter steigern und verpasste als Vierte nur um einen Rang eine Medaille gegen Amy Baserga und platzierte sich einen Rang vor der zwei Jahre später schon zur Weltklasse gehörenden Elvira Öberg.

### Erste Erfahrungen bei den Frauen
Zum Auftakt der Saison 2018/19 debütierte Slettemark bei den Frauen in der zweithöchsten internationalen Rennserie, dem IBU-Cup, und wurde in Idre 53. und 69. in zwei Sprintrennen. Danach lief sie für den Rest der Saison wieder im IBU-Junior-Cup. In der Lenzerheide erreichte sie dank einer guten Schießleistung mit nur einem Fehler als Zehnte erneut eine sehr gute Platzierung, rangierte sonst aber immer zwischen Platz 16 und 33. Somit gehörte sie nicht zum Favoritenkreis bei den Juniorenweltmeisterschaften 2019 in Osrblie. Doch startete sie wieder in der Jugendklasse und gewann zum Auftakt vollkommen überraschend bei einer fehlerfreien Leistung die Goldmedaille im Einzel. Auch bei den beiden weiteren Rennen konnte sie mit Platz sechs im Sprint und erneut wie im Vorjahr vier in der Verfolgung sehr gute Resultate erreichen. Das war umso beeindruckender, als dass Slettemark anders als die Starterinnen der großen Biathlon-Nationen keinen großen Unterstützer-Apparat hinter sich hatte, einzig ihre Mutter war als Betreuerin und Technikerin zu ihrer Unterstützung vor Ort. Der Erfolg kam auch für die Organisatoren so überraschend, dass diese zur Siegerehrung weder eine Flagge Grönlands noch die Nationalhymne zum Abspielen vor Ort hatten. Beim Saisonabschluss, den Junioren-Europameisterschaften 2019 in Sjusjøen, konnte sie diese Leistungen nicht ganz wiederholen und wurde 12. in Einzel und Sprint sowie 19. im Verfolger.
Ebenfalls in Sjusjøen debütierte Slettemark im IBU-Cup in die Saison 2019/20. Nach einem mittelmäßigen 37. Platz erreichte sie bei einem zweiten Sprintrennen als Zehnte erstmals die besten Zehn in einem Frauenrennen. Nachdem sie im Sprint noch fehlerfrei geblieben war, schoss sie im darauf aufbauenden Verfolgungsrennen drei Fehler und wurde 16. Danach bestritt sie die restliche Saison wieder im Juniorinnen-Bereich. In Pokljuka kam sie erstmals als Sechste in einem Sprint auf eine einstellige Platzierung im Juniorinnen-IBU-Cup. An allen Saisonrennen war sie nie schlechter als 19. Mit ihrem Bruder Sondre bestritt sie zudem mit dem Single-Mixed-Staffelrennen das erste Biathlon-Staffelrennen als grönländisches Team überhaupt. Trotz Meldung startete Slettemark aber nicht beim Saisonhöhepunkte, den Juniorenweltmeisterschaften 2020 in der Lenzerheide. Seit Mai 2020 trainiert sie mit dem norwegischen U-23-Nationalteam und wird auch während der Rennen vom norwegischen Verband etwa beim Wachsen der Ski unterstützt.

### Erste Schritte in der Eliteklasse
Aufgrund der COVID-19-Pandemie fanden in der Saison 2020/21 keine Rennen im Junioren-Weltcup statt, auch der IBU-Cup begann erst nach dem Jahreswechsel. Somit war es Glück für Slettemark, dass sie für die zweite Station des Weltcups in Hochfilzen eine Wildcard erhielt und somit erstmals im Weltcup starten konnte. Bei ihrem ersten Sprintrennen wurde sie als eine der jüngsten Starterinnen im Feld 96. von 109 Starterinnen, im zweiten Sprint 83. von 106. In beiden Rennen schoss sie jeweils zwei Fehler. Am Arber lief sie zum Saisonbeginn in einem Sprintrennen bei null Fehlern auf Platz 16, im zweiten Rennen lief sie bei drei Fehlern nur auf Rang 75, bei allerdings 133 Starterinnen. Das nächste Rennen bestritt sie erst bei ihren ersten Weltmeisterschaften in Pokljuka. Im Sprintrennen war sie die zweitjüngste Starterin nach Lena Repinc. Slettemark schoss zwei Fehler und wurde bei ihrem ersten Rennen bei Welttitelkämpfen 77. von 99 Starterinnen. Im Einzel schaffte sie es als jüngste Starterin auf den 65. Platz von 97 Starterinnen.
Für die Olympischen Winterspiele 2022 in Peking wurde Slettemark als Mitglied der dänischen Sportdelegation ausgewählt, wo sie ohne Fehlschuss den 65. Platz im Sprint und als eine von nur zwei Starterinnen ebenfalls ohne Fehlschuss den 53. Platz im Einzel erreichte. 

Mit ihrem Bruder Sondre schrieb sie 2023 beim Weltcup Auftakt in Östersund Sportgeschichte. Die beiden bildeten beim Single-Mixed-Event die erste Staffel Grönlands, die jemals bei einer Sportveranstaltung im Erwachsenenbereich an den Start ging. Als eins von drei Teams erreichten sie jedoch nicht das Ziel, da überrundete Mannschaften aus dem Wettbewerb genommen wurden.
Bei der Weltmeisterschaft 2025 in der Lenzerheide blieb die Sportlerin im Sprint wie schon bei der Olympiade drei Jahre zuvor im Schießen fehlerfrei und belegte den 72. Rang von 91 Teilnehmerinnen. Wie schon vor zwei Jahren schrieben die Slettermarks auch 2025 Sportgeschichte. Ukaleq Astri und Sondre waren die Ersten, die für Grönland bei einer Winter-WM der Erwachsenen als Mannschaft an den Start gingen. Und im Gegensatz zu 2023, als die beiden vorzeitig aus dem Rennen genommen wurden, erreichten sie diesmal das Ziel und waren damit besser als vier andere Duos, die wegen Überrundung den Wettbewerb beenden mussten.

## Statistik

### Biathlon-Weltcup-Platzierungen
Die Tabelle zeigt alle Platzierungen (je nach Austragungsjahr einschließlich Olympische Spiele und Weltmeisterschaften).
- 1.–3. Platz: Anzahl der Podiumsplatzierungen
- Top 10: Anzahl der Platzierungen unter den ersten zehn (einschließlich Podium)
- Punkteränge: Anzahl der Platzierungen innerhalb der Punkteränge (einschließlich Podium und Top 10)
- Starts: Anzahl gelaufener Rennen in der jeweiligen Disziplin
- Staffel: inklusive Mixed- und Single-Mixed-Staffeln

| Platzierung              | Einzel | Sprint | Verfolgung | Massenstart | Staffel | Gesamt |
| ------------------------ | ------ | ------ | ---------- | ----------- | ------- | ------ |
| 1. Platz                 |        |        |            |             |         |        |
| 2. Platz                 |        |        |            |             |         |        |
| 3. Platz                 |        |        |            |             |         |        |
| Top 10                   |        |        |            |             |         |        |
| Punkteränge              | 1      |        |            | 1           |         | 2      |
| Starts                   | 4      | 9      | 1          | 1           | 1       | 16     |
| Stand: 26. November 2023 |        |        |            |             |         |        |

### Olympische Winterspiele
Ergebnisse bei Olympischen Winterspielen:
|                                        | Einzelwettbewerbe | Einzelwettbewerbe | Einzelwettbewerbe | Einzelwettbewerbe | Staffelwettbewerbe | Staffelwettbewerbe |
| Sprint                                 | Verfolgung        | Einzel            | Massenstart       | Damenstaffel      | Mixedstaffel       |                    |
| -------------------------------------- | ----------------- | ----------------- | ----------------- | ----------------- | ------------------ | ------------------ |
| Olympische Winterspiele 2022 \| Peking | 65.               | —                 | 53.               | —                 | —                  | —                  |